# ФК (фотоаппараты)
ФК (фотокамера) — семейство советских крупноформатных фотоаппаратов прямого визирования, похожих на довоенные немецкие фотоаппараты Görlitzer.
Крупноформатные камеры семейства «ФК» выпускались в нескольких вариантах, на разный формат кадра, с несколько различными названиями: ФК 13×18, ФКД 13×18, ФК 18×24, ФКД 18×24, ФКП 18×24, ФКР 30×40.
Эти камеры известны нескольким поколениям советских людей, выпускались они с 1930 года и применялись практически во всех фотоателье Советского Союза.

## История
Существовали три разновидности камер ФК:
- ФКД (Фотокамера дорожная) — передвижная дорожная камера формата 13×18 или 18×24, предназначена для установки на штатив-треногу.
- ФКП (Фотокамера павильонная) — стационарная, формата 18×24 и крупнее, устанавливалась на тяжёлую станину на колёсах и предназначалась для съёмок только в фотоателье.
- ФКР (Фотокамера репродукционная) — для получения репродукций.

Павильонные камеры семейства «ФК» выпускались на нескольких предприятиях:
- 1930 — мастерские «Кубуч» при Ленинградском фототехникуме;
- 1931—? — «ГОМЗ», Ленинград;
- 1931—1969 — Московский завод «Геофизика»;
- 1968—1987 — Харьковская фотофабрика (фабрика «Оргтехника»).

Выпуск был прекращён в 1987 году.

## Описание и технические характеристики
Фотоаппараты имеют деревянный складной корпус, фокусировочный мех из ткани или тонкой кожи. Конструкция всего семейства «ФК» аналогична большинству дорожных камер: в отличие от других типов крупноформатной аппаратуры, у которой нижнее основание при раскладывании откидывается вперёд, в камерах «ФК» складывается задняя часть горизонтальной доски. Фокусировка также осуществляется перемещением не объективной доски, а кассетной части, закреплённой на реечном механизме. Мех с «двойным растяжением» фотоаппаратов «ФКР» позволял осуществлять макросъёмку в масштабе 1:1.
Устройство корпуса допускало подвижки: смещение объектива и уклоны кассеты в двух плоскостях. При хранении и переноске аппарат разбирается и с принадлежностями укладывается в чемодан.
К фотоаппаратам прилагался прочный деревянный штатив с раздвижными опорами, устанавливались камеры на крепление «ласточкин хвост» и фиксировались винтом с резьбой 3/8 дюйма.

### Тип применяемого фотоматериала
Применяются стеклянные фотопластинки или листовая фотоплёнка, размер кадра указан в названии фотоаппарата: 13×18, 18×24 или 30×40 сантиметров.
Светочувствительный фотоматериал помещается в двойные (двухсторонние) кассеты (одинарные односторонние кассеты встречаются редко), изготовленные из дерева или комбинированные, с шибером (светонепроницаемой задвижкой) из пластмассы. Кассета — ящик, на дно которого помещается фотопластинка или листовая фотоплёнка, затем фотоплёнка прижимается покровным стеклом. Деревянные шиберы выпускались шарнирные (чтобы случайно не сломать его в выдвинутом состоянии).

### Объектив и фотографический затвор
- На аппаратах с размером кадра 13×18 см применялись объективы «Индустар-4» 4,5/210 (ранние модели) и «Индустар-51» 4,5/210 (поздние модели). Диафрагмирование от f/4,5 до f/32.
- На аппаратах с размером кадра 18×24 см применялись объективы «Индустар-13» 4,5/300 (ранние модели) и «Индустар-37» 4,5/300 (поздние модели).

Объективы вворачивались в сменную объективную доску, могла применяться любая резьба (с заменой доски). Оптика выпускалась в Ленинграде: ГОМЗ, затем ЛОМО. Поступали объективы и из ГДР, производства Carl Zeiss Jena.
Затвор у фотоаппаратов отсутствовал. Экспонирование производилось снятием на определённое время и надеванием крышки на объектив. На ЛОМО выпускали съёмные центральные затворы, устанавливаемые за объективом. Значения выдержек могли быть различные, на приведённых иллюстрациях — от 1/30 до 1 секунды, а также выдержка от руки, спуск только тросиком.

### Видоискатель
Видоискатель отсутствовал. Фотограф вставлял вместо кассеты матовое стекло, накрывался чёрным матерчатым покрывалом и таким образом производил визирование и кадрирование.

### Фокусировка
Кассетная часть камер для фокусировки перемещается по основанию с помощью кремальеры. Меха имеют двойное растяжение, фотоаппараты пригодны для макросъёмки в масштабе 1 : 1. Камеры «ФКР» выпускались для репродукционных работ.
Кассетная часть могла наклоняться в горизонтальной и вертикальной плоскости, а объективная доска — перемещаться, сдвигая оптическую ось. Деревянными фотоаппаратами можно было фотографировать архитектуру с коррекцией перспективы.
|  |                                                     |                                           |                           |                                           |                            |                                            |
|  | Объектив «Индустар-51» 4,5/210 и центральный затвор | Сменный объектив aus Jena T 4,5/250 (ГДР) | Сменные объективные доски | Чемодан-укладка и камера в сложенном виде | Кассеты размером 13×18 см. | Облегченная модификация камеры «ФКД 13×18» |